# Mako Hyōdō
Mako Hyōdō (兵藤 まこ?, Hyōdō Mako; Tokyo, 7 settembre 1962) è un'attrice, doppiatrice e cantante giapponese, membro dell'azienda 81 Produce.
Ha collaborato con Mamoru Oshii in molti dei suoi progetti.

## Filmografia

### Cinema
- Tenshi no tamago, regia di Mamoru Oshii (1985) - voce
- The Red Spectacles (Akai Megane), regia di Mamoru Oshii (1987)
- Talking Head (Tōkingu Heddo), regia di Mamoru Oshii (1992)
- Macross Plus (Makurosu Purasu), regia di Shōji Kawamori e Shinichiro Watanabe (1995) - voce
- Le vite straordinarie dei truffatori del fast food (Tachiguishi retsuden), regia di Mamoru Oshii (2006)
- Mangia e corri: 6 bellissimi truffatori (Shin onna tachiguishi retsuden), regia collettiva (2007)

- The Sky Crawlers - I cavalieri del cielo (Sukai Kurora), regia di Mamoru Oshii (2008)

### Televisione
- Lamù (Urusei yatsura) – serie TV, episodi 9x19-9x20 (1985-1986) - voce
- Twilight Q (Towairaito Q) – miniserie TV, 2 episodi (1987) - voce

- Patlabor (Kidō keisatsu Patlabor) – serie TV, episodio 1x04 (1988) - voce
- Moominland, un mondo di serenità (Tanoshii Mūmin ikka) – serie TV, episodio 2x10 (1991) - voce
- Ranma ½ (Ranma ni bun no ichi) – serie TV, episodi 5x23-6x17 (1992) - voce
- Kidō senshi Victory Gundam (Kidō senshi V Gandamu) – serie TV (1993-1994) - voce
- Sailor Moon (Bishōjo senshi Sērā Mūn) – serie TV, episodio 2x11 (1993) - voce
- Macross Plus (Makurosu Purasu) – miniserie TV, 4 episodi (1994) - voce
- Wedding Peach - I tanti segreti di un cuore innamorato (Ai Tenshi densetsu Wedingu Pīchi) – serie TV (1995-1996) - voce
- Burn-Up W (Bānnappu W) – serie TV (1996) - voce
- Slayers (Sureiyāzu) – serie TV, episodio 2x17 (1996) - voce
- CLAMP Detective (CLAMP Gakuen tantei-dan) – serie TV (1997) - voce
- Birdy the Mighty: Decode
- Madlax
- Maze
- Mekakucity Actors
- Outlaw Star
- RahXephon
- Sakura Diaries
- The Sky Crawlers - I cavalieri del cielo
- Wedding Peach
- Zoids: Genesis
- Onna Tachiguishi-Retsuden